# Chlorocichla falkensteini
Bulbul-de-falkenstein ou tuta-de-queixo-amarelo (Chlorocichla falkensteini) é uma espécie de ave da família Pycnonotidae.
Pode ser encontrada nos seguintes países: Angola, Camarões, República Centro-Africana, República do Congo, República Democrática do Congo, Guiné Equatorial e Gabão.
Os seus habitats naturais são: florestas subtropicais ou tropicais húmidas de baixa altitude, savanas húmidas e matagal húmido tropical ou subtropical.